# 157396 Vansevicius
157396 Vansevicius este o planetă minoră (asteroid) din centura de asteroizi. A fost descoperită pe 13 octombrie 2004 la Molėtai⁠(d) de Kazimieras Černis⁠(d). 
Obiectul prezintă o orbită caracterizată de o semiaxă mare de 3,0461436667373 UAi, o excentricitate de 0,03, o înclinație de 9,6 ° în raport cu ecliptica.